# داو اینک
داو اینک، (انگلیسی: Dow Inc.) شرکت صنایع شیمیایی آمریکایی است، که در سال ۲۰۱۹ تأسیس شد.